# Квіткове (Полтавський район)
Квітко́ве — село в Україні, у Щербанівській сільській громаді Полтавського району Полтавської області. Населення становить 19 осіб.

## Географія
Село Квіткове знаходиться на правому березі річки Ворскла, нижче за течією на відстані 2 км розташоване село Буланове, на протилежному березі — села Лукищина та Головач. На відстані 1 км розташоване село Великий Тростянець. Навколо села кілька лісових масивів. Річка в цьому місці звивиста, утворює лимани, стариці та заболочені озера.

## Історія
12 червня 2020 року, відповідно до розпорядження Кабінету Міністрів України № 721-р «Про визначення адміністративних центрів та затвердження територій територіальних громад Полтавської області», село увійшло до складу Щербанівської сільської громади.
19 липня 2020 року, в результаті адміністративно - територіальної реформи та ліквідації Полтавського району(1925-2020), село увійшло до складу новоутвореного Полтавського району.